# Kavinsky

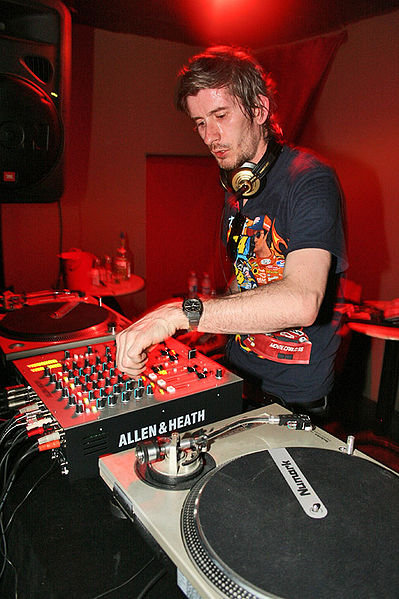
Kavinsky, 2007.

Vincent Belorgey, känd under artistnamnet Kavinsky, född 31 juli 1975 i Seine-Saint-Denis, är en fransk electrohouse-artist som släppt tre skivor under märket Record Makers: Teddy (2006), 1986 (2007) och Nightcall (2010). Han har mixats av bland andra SebastiAn och turnerat tillsammans med  Daft Punk, The Rapture, Justice. Han har även medverkat i flera filmer, bland annat Drive från 2011. Hans musik påminner mycket om filmsoundtrack från 1980-talet och har liknats vid andra franska houseartister som Daft Punk, Justice och Danger.

## Karaktären Kavinsky
Kavinsky är en karaktär som Vincent Belorgey skapat. Kavinsky påminner starkt om Vincent, men har en helt annan bakgrundshistoria. Historien om Kavinsky startar 1986 då han kraschar med sin Ferrari Testarossa för att tjugo år senare åter dyka upp, då som en zombie. Zombien Kavinsky börjar göra elektronisk musik.